# Keburuhan
Keburuhan is een bestuurslaag in het regentschap Purworejo van de provincie Midden-Java, Indonesië. Keburuhan telt 732 inwoners (volkstelling 2010).